# 聖オラフ大学
聖オラフ大学(St. Olaf College) は、アメリカ合衆国ミネソタ州ノースフィールドにある4年制大学である。 ノルウェー系移民の牧師 Bernt Julius Muusによって1874年に設立され、大学名は中世ノルウェー王のオーラヴ2世の名を取って命名された。なお、アメリカ福音ルーテル教会に所属している。

## 校章とモットー
聖オラフ大学の校章はノルウェーの国章を用いており、オーラヴ2世の斧をあしらっている。
モットーである" Fram! Fram! Kristmenn, Krossmenn"はニーノシュクで書かれたもので、これは「前進せよ！ 前進せよ！ キリストの民よ、十字架の民よ」という意味である。

## キャンパス
"The Hill"  として知られている聖オラフ大学のキャンパスは、雄大な300エーカーの土地に17の校舎と29の学生寮、そして10の運動施設を備えている。聖オラフ大学は全寮制の大学であるためおよそ96パーセントの学生が大学内に住んでいる。

## アカデミックス

### カリキュラム
聖オラフ大学の学生は、基礎科目である20の必須授業を終了しなければ卒業はできない。多くの授業が超学部的な(学問間の隔たりがないこと、例えば宗教とビジネスを融合した授業など)もので、39の専攻が学士課程に用意されている(音楽課程を除く)。
学生と教員の人数の比率は、平均12ː1である。

### 入学選抜
2015年秋学期入学において、7,571名の出願者のうち2,725名に対して入学許可が下りている(合格率は36.0％)。入学許可者の上位・下位25％を除く生徒のSATスコアは、Critical Reading:560-700、Math:570-690であり、ACTは26-32となっている。また、52％の新入生がそれぞれの高校で上位10％に位置しており、全入学生の高校のGPAは3.62であった。

### ランキング
U.S. NEWS & World Report 2017では、全米53位のリベラルアーツ大学として掲載されている。　また、「Best Undergraduate Teaching(学士課程における教育の質を示す指標）」で全米9位に位置している。
2016年版Washington Monthlyの大学ランキングでは、リベラルアーツ大学のなかで88位と評価されている。
Payscale.comによると、卒業後の収入ランキングで、47位にランク付けされている。

## 学長
聖オラフ大学の歴代の学長は以下の通りである:
- Thorbjorn N. Mohn, 1874–99
- John N. Kildahl, 1899–1914
- Lauritz A. Vigness, 1914–18
- Lars W. Boe, 1918–42
- Clemens M. Granskou, 1943–63
- Sidney A. Rand, 1963–80
- Harlan F. Foss, Ph.D. 1980–85
- Melvin D. George, Ph.D. 1985–94
- Mark U. Edwards Jr., Ph.D. 1994–2000
- Christopher M. Thomforde, D.Min. 2001–06
- David R. Anderson, Ph.D. 2006年より現在Present